# Норвежская Википедия
Норве́жская Википе́дия (норв. Wikipedia på norsk, Википедия на букмоле, норв. Wikipedia på bokmål, Википедия на риксмоле, норв. Wikipedia på riksmål) — раздел Википедии на версии норвежского языка, именуемой букмол или риксмол.
По состоянию на 10:20 (UTC) 16 июля 2025 года раздел на букмоле содержит 652 956 статей (общее число страниц — 1 869 992); в нём зарегистрировано 660 176 участников, 40 из них имеют статус администратора; 1948 участников совершили какие-либо действия за последние 30 дней; общее число правок за время существования раздела составляет 25 187 584.
Норвежский, датский и шведский — родственные языки и могут быть поняты большинством носителей каждого из них (более того — литературный норвежский фактически является вариантом датского языка). Сайты сотрудничают с другими скандинавскими Википедиями через раздел Skanwiki МетаВики сайта Викимедии. Одним из эффектов этого сотрудничества является совместное использование избранных статей различными Википедиями.

## История
Впервые норвежская википедия была запущена 29 ноября 2001 года. Несмотря на то что по ISO 639 двухбуквенным кодом для букмол является nb, Bokmål Wikipedia располагается на no.wikipedia.org.
Изначально не было точных правил, определяющих написание статей на определённом диалекте, поэтому там были статьи на всех стандартах. Нюнорский раздел стартовал 21 июля 2004. Код нюнорск — nn, и Nynorsk Wikipedia располагается на nn.wikipedia.org. После голосования в 2005, основной норвежский сайт стал только для Bokmål/Riksmål.
Раздел на букмоле развивался значительно быстрее, чем на нюнорске. Так, на момент написания 100-тысячной статьи, в нюнорском разделе было всего 20 тысяч статей. Википедия на букмоле стала 13-й достигшей планку в 50 тысяч статей и 14-й, набрав 100 тысяч статей. Долгое время норвежская википедия была 13-м по объёму разделом, пока её не опередила финская Википедия в апреле 2006 года, однако в сентябре 2007 года норвежская Википедия вернула себе обратно 13-ю позицию.
Примечательно, что благодаря близости норвежского, датского и шведского языков их носители могут понимать друг друга и читать статьи во всех этих разделах. В частности, скандинавские Википедии плотно сотрудничают между собой на Метавики, создав там особый раздел Skanwiki.

## Хроника раздела на букмоле
- Декабрь 2004 года — 15 000 статей.
- Февраль 2006 года — 50 000 статей.
- Февраль 2007 года — 100 000 статей.
- Январь 2008 года — 150 000 статей.
- Декабрь 2008 года — 200 000 статей.
- Март 2010 года — 250 000 статей.
- 6 мая 2011 года — 300 000 статей.
- 8 августа 2011 года — 350 000 статей.
- 14 ноября 2013 года — 400 000 статей.
- 2 января 2019 года — 500 000 статей.

## Публикации о норвежской Википедии
- Journalister velger Wikipedia (норв.)
- Wiki-sjefen sensurert av leser (норв.)
- - Unngå Wikipedia, sier Wiki-sjef (норв.)
- Wiki-visjonæren (норв.)
- Herr Wiki besøker Bergen (недоступная ссылка) (норв.)